# Calanthe actinomorpha
Calanthe actinomorpha är en orkidéart som beskrevs av Noriaki Fukuyama. Calanthe actinomorpha ingår i släktet Calanthe och familjen orkidéer.
Artens utbredningsområde är Taiwan. Inga underarter finns listade i Catalogue of Life.